# Dr. Goldfoot e il nostro agente 00¼
Dr. Goldfoot e il nostro agente 00¼ (Dr. Goldfoot and the Bikini Machine) è un film del 1965 diretto da Norman Taurog.
È un film commedia a sfondo fantascientifico statunitense con Vincent Price, Frankie Avalon e Dwayne Hickman. Si tratta di una parodia dell'allora popolare genere spionistico (in voga in particolare dopo il film del 1964 di James Bond Goldfinger) che utilizza gli attori delle produzioni della American International Pictures per i filoni dei beach party movies e dei lungometraggi ispirati ai racconti di Edgar Allan Poe. Price interpreta il Dr. Goldfoot, uno scienziato pazzo che costruisce alcune donne androidi per rapinare uomini facoltosi.

## Produzione
Il film, diretto da Norman Taurog su una sceneggiatura di Robert Kaufman, Elwood Ullman e Louis M. Heyward con il soggetto di James H. Nicholson, fu prodotto da Samuel Z. Arkoff e dallo stesso Nicholson per la American International Pictures e girato a San Francisco, in California, con un budget stimato in 300.000 dollari. Il titolo di lavorazione del film era Dr. Goldfoot and his Bikini Machine.

## Distribuzione
Il film fu distribuito negli Stati Uniti dal 6 novembre 1965 al cinema dalla American International Pictures.
Alcune delle uscite internazionali sono state:
- in Giappone nel 1966
- in Germania Ovest il 3 marzo 1967 (Dr. Goldfoot und seine Bikini-Maschine)
- in Danimarca il 30 ottobre 1967 (Dr. Goldfoot og bikini-maskinen)
- in Austria (Dr. Goldfoot und seine Bikini-Maschine)
- in Brasile (A Máquina de Fazer Biquínis)
- in Spagna (Doctor G y su máquina de bikinis)
- nel Regno Unito (Dr. G and the Bikini Machine)
- in Ungheria (Dr. Goldfoot és a Bikini-gép)
- in Francia (Dr. Goldfoot and the Bikini Machine)
- in Italia (Dr. Goldfoot e il nostro agente 00¼)

## Promozione
Le tagline inglesi del film sono:
- "See Cuddly BIKINI GIRLS Made To Order!".
- "Super sexbots... built to kill!".
- "Cuddly...Curvesome...and Deadly".

## Critica
Secondo Fantafilm il film è una «commedia divertente e un po' sconclusionata» che si regge sull'interpretazione di Price. L'appartenenza del film al filone dei beach party movies avrebbe l'unico vantaggio di attrarre il favore dei più giovani.
Secondo Leonard Maltin il film risulta solo una «stupidaggine» e si pregia unicamente di alcune «belle scene d'inseguimento».

## Sequel
Dr. Goldfoot e il nostro agente 00¼ ha avuto un sequel: Le spie vengono dal semifreddo del 1966 con Vincent Price che riprende il suo ruolo del Dr. Goldfoot e con Franco Franchi e Ciccio Ingrassia. Il film ha inoltre generato un altro sequel, un cortometraggio televisivo intitolato The Wild Weird World of Dr. Goldfoot prodotto dalla American International Television (affiliata per le produzioni televisive della American International Picture) e trasmesso il 18 novembre 1965 sulla ABC. Il corto vede ancora Price nel ruolo di Goldfoot.